# Archieparchia Adiabene-Irbilu
Archieparchia Adiabene-Irbilu (łac. Archieparchia Adiabensis-Arbilensis Syrorum) – archieparchia Kościoła katolickiego obrządku syryjskiego w Iraku, w regionie autonomicznym Kurdystanu.

## Historia
Archieparchia została powołana decyzją synodu biskupów Kościoła syryjskokatolickiego 28 czerwca 2019. Jej terytorium obejmuje trzy prowincje irackiego regionu autonomicznego Kurdystanu: As-Sulajmanijja, Dahuk i Irbil, które wydzielono z archieparchii Mosulu. Decyzja o erygowaniu archieparchii została ogłoszona w Biuletynie Stolicy Apostolskiej 30 sierpnia 2019. Utworzono ją dla zapewnienia opieki duszpasterskiej wiernym syryjskokatolickim, którzy osiedlili się w Kurdystanie w 2014, po wygnaniu chrześcijan z Równiny Niniwy przez Państwo Islamskie. Pomimo zakończenia tam działań zbrojnych, w większości nie powrócili oni do swoich domów, ale udali się na emigrację za granicę lub osiedlili się w okolicach Irbilu. 
Na pierwszego ordynariusza wybrano abpa Nizara Semaana, wcześniej arcybiskupa-koadiutora Mosulu. Jego ingres odbył się 24 sierpnia 2019
. 
Siedziba biskupa znajduje się w katedrze Matki Bożej Królowej Pokoju w Irbilu.
Nazwa archieparchii pochodzi od asyryjskiego regionu Adiabene (syr. Hadiab). Syryjskie biskupstwo istniało tam od XIII do połowy XVII w.

## Ordynariusze
- Nizar Semaan (od 2019)[4]